# Kalanchoe lindmanii
Kalanchoe lindmanii és una espècie de planta suculenta del gènere Kalanchoe, que pertany a la família Crassulaceae.

## Descripció
És una planta perenne, totalment glabra, de fins a 60 cm d'alçada, amb arrels tuberoses.
Les tiges són simples, erectes, robustes, gruixudes, de vegades inflades a la base fins a 2 cm de diàmetre.
Les fulles són sèssils, dures, ovades, oblongues a oblongues-lineals, de 2,5 a 12 cm de llarg i de 1 a 4 cm d'ample, punta obtusa a aguda, constretes i després eixamplades cap a la base, marges sencers a lleugerament sinuats.
Les inflorescències són corimbes densos, de 4,5 a 20 cm de llarg i ample, pedicels esvelts, de 8 a 16 mm.
Les flors són erectes; calze campanulat, més curt, igual o sovint més llarg que la corol·la; tub d'1,2 a 1,6 mm; sèpals lineals, oval-lineals, subaguts, subcuspidats, de 6 a 17 mm de llarg i de 2,4 a 3,4 mm d'ample; corol·la suburceolada, groga, tub de 9 a 13 mm; pètals ovats, ovat-oblongs, cuspidats agudament, de 4 a 7 mm de llarg i de 2,5 a 3,5 mm d'ample; estams inserits a la meitat del tub de la corol·la, inclosos; anteres ovades, obtuses, d'uns 1,25 mm, amb un petit glòbul a la punta.

## Distribució
Planta endèmica d'Angola (Huila). Creix en boscos xeròfits, sobre sòls pedregosos, a 1800 - 2000 m d'altitud.

## Taxonomia
Kalanchoe lindmanii va ser descrita per Raymond-Hamet (Raym.-Hamet) i publicada a Arkiv för Botanik. Stockholm. 13(11): 1. 1913.

### Etimologia
Kalanchoe: nom genèric que deriva de la paraula cantonesa "Kalan Chauhuy", 伽藍菜 que significa 'allò que cau i creix'.
lindmanii: epítet atorgat en honor del botànic suec Carl Axel Magnus Lindman.

### Sinonímia
- Kalanchoe pearsonii  N.E.Brown (1914)
- Kalanchoe humbertii  Guillaumin (1939)
- Kalanchoe gossweileri  Croizat (1942)